# Calanthe cruciata
Calanthe cruciata là một loài thực vật có hoa trong họ Lan. Loài này được Schltr. mô tả khoa học đầu tiên năm 1912. Đây là loài cây có củ giả phình ra trên thân.

## Nơi sống
Loài này thường sống ở Papua New Guinea đến Quần đảo Bismarck, thường sống ở những nơi khí hậu nhiệt đới ẩm.